# Berlin-London-Express

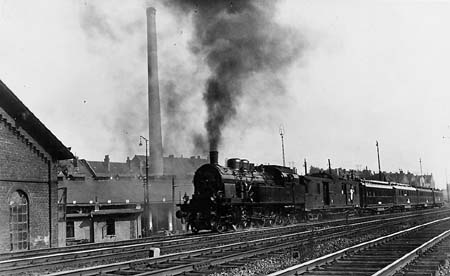
Berlin-London-Express hinter Lokomotive 78 479 in Hannover, um 1924/25

Der Berlin-London-Express von Berlin nach Hoek van Holland war einer von nur drei Luxuszügen, die von der MITROPA ab 1922 in Deutschland betrieben wurden. 1925 wurde er in einen Fernschnellzug (FD) umgewandelt.

## Geschichte
Die während des Ersten Weltkriegs 1916 gegründete MITROPA übernahm von der Compagnie Internationale des Wagons-Lits den Betrieb fast aller im Machtbereich der Mittelmächte verkehrenden Schlafwagen und Speisewagen. Die von der CIWL betriebenen Luxuszüge wurden dagegen kriegsbedingt nicht weiter geführt. Nach 1919 verlor die MITROPA zwar wieder die meisten Wagenläufe, sie behielt aber dennoch den früher ebenfalls durch die CIWL betriebenen innerdeutschen Verkehr sowie die Wagenläufe in einige Nachbarstaaten, unter anderem die Niederlande.
Aus dieser Situation heraus ergab sich eine heftige Konkurrenz zwischen beiden Gesellschaften, da trotz der grundsätzlichen Aufteilung der durch MITROPA und CIWL zu bedienenden Länder auf einigen Relationen Angebote beider Gesellschaften genutzt werden konnten. Die Konkurrenz gipfelte 1928 in der Einrichtung der zwischen den Niederlanden und der Schweiz verkehrenden Pullmanzüge Rheingold (Zug der MITROPA, über Köln–Mainz–Mannheim fahrend) und Edelweiss (Zug der CIWL, über Brüssel–Luxemburg–Straßburg fahrend).
Ein wichtiger Verkehr war auch der Zubringerverkehr zu den verschiedenen Kanalhäfen entlang des Ärmelkanals als Zubringer zu den Fähren nach Großbritannien. Die MITROPA richtete daher ab dem Fahrplan 1922 den Berlin-London-Express unter den Zugnummern L 111/112 ein, um einen Teil des Verkehrs zwischen Großbritannien und dem Kontinent über das deutsche Eisenbahnnetz zu leiten. Er war damit einer von drei durch die MITROPA formell in der Zuggattung „Luxuszug“ betriebenen Zugläufen. Zusammen mit dem Berlin-London-Express eingerichtet wurde der L 91/92 Skandinavien-Schweiz-Express von Sassnitz und Warnemünde nach Basel. Während der L 91/92 nur einmal pro Woche und mit Schlafwagen verkehrte, wurde der täglich fahrende Berlin-London-Express als reiner Tageszug ausschließlich mit komfortablen Salonwagen der 1. Klasse betrieben. Die Wagen waren bereits im gleichen Jahr zuvor im nur wenige Wochen und lediglich einmal pro Woche verkehrenden L 191/198 London-Holland-München-Express eingesetzt gewesen. Nach Abfahrt in Berlin am frühen Nachmittag erreichte der Zug auf dem Laufweg über Hannover, Osnabrück, Oldenzaal und Utrecht gegen Mitternacht Hoek van Holland. Er stellte mit dem dortigen Anschluss an die Nachtfähre nach Harwich (wo morgens Anschluss an einen „Boat train“ nach London bestand) die schnellste Verbindung zwischen Berlin und London dar. In der Gegenrichtung startete der Zug morgens in Hoek van Holland und erreichte Berlin am späten Nachmittag.
Trotz des gebotenen Luxus und der attraktiven Reisezeiten war der Zug kein wirtschaftlicher Erfolg. Bereits 1925 wurde der L 111/112 in einen Fernschnellzug (FD) auf gleichem Laufweg umgewandelt. Als FD 111/112 verkehrte er auf dem Weg zwischen Berlin und Hoek van Holland bis zum Kriegsausbruch 1939, wobei noch bis 1934 ein Salonwagen des ursprünglichen Luxuszuges eingestellt wurde und gegen Zuschlag für Fahrgäste der 1. Klasse nutzbar war.

## Betrieb und Wagenpark

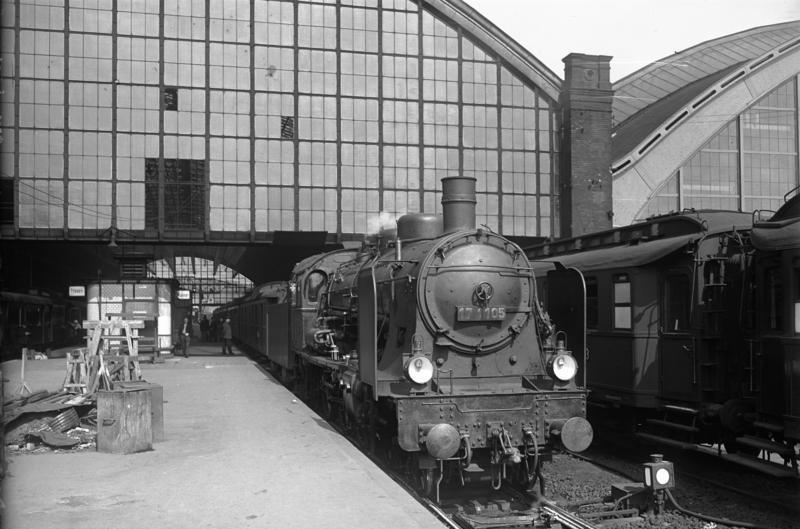
Dampflok der Baureihe 17.10 im Schlesischen Bahnhof in Berlin, Startbahnhof des Berlin-London-Express

Der Berlin-London-Express war nach seiner Einführung 1924 der schnellste fahrplanmäßige Zug in Deutschland. Zwischen dem Bahnhof Berlin Zoologischer Garten und Hannover erreichte er eine Reisegeschwindigkeit von 78,2 km/h, zwischen Hannover und Osnabrück sogar 78,6 km/h. Eingesetzt wurden zwischen Berlin und Hannover Schnellzuglokomotiven der Baureihe 17.10 der Deutschen Reichsbahn. Zwischen Hannover und Oldenzaal (dem niederländischen Grenzbahnhof) reichten angesichts des relativ leichten Zuges die immerhin für 100 km/h zugelassenen Personenzugtenderlokomotiven der Baureihe 78 aus.
Eingesetzt wurden im Berlin-London-Express Salonwagen, die durch Umbauten von Wagen aus dem Hofzug Kaiser Wilhelms II. entstanden waren. Verwendet wurden dazu mehrere „Gefolgewagen“, in denen vor 1918 das kaiserliche Gefolge untergebracht worden war. Diese wurden als Salonwagen umgebaut, in denen sogenannte Halbabteile mit bequemen Sesseln für zwei Personen sowie einem Waschtisch und einem kleinen Schreibtisch eingerichtet wurden. Im Unterschied zu den Pullmanwagen der CIWL, in denen das Essen am Platz serviert wurde, und bei denen deshalb jeder zweite Wagen eine Kücheneinrichtung erhielt, wurde im Berlin-London-Express ein separater, ebenfalls zuvor im kaiserlichen Hofzug verwendeter Speisewagen mitgeführt. Zunächst wurden die ursprünglich wie der gesamte Hofzug beige-blau lackierten Wagen für die Verwendung im Berlin-London-Express wie normale Schnellzug-Wagen grün angestrichen, später wurde das typische MITROPA-Rot verwendet. Die Züge bestanden in der Regel aus bis zu drei Salonwagen, einem Speisewagen sowie einem Gepäckwagen.
Nach Umwandlung des Zuges in einen Fernschnellzug verblieb ein Salonwagen im Zuglauf zwischen Berlin und Hoek van Holland, die übrigen Wagen wurden in den neu eingerichteten FD-Zügen 23/24 und 25/26 zwischen Berlin und Hamburg eingesetzt. 1934 wurden die Salonwagen aus diesen Zügen zurückgezogen, nachdem angesichts der Weltwirtschaftskrise die Nachfrage stark zurückgegangen war.
Wie auch bei den Luxuszügen der CIWL war für die Salonwagen ein Zuschlag zusätzlich zur Fahrkarte 1. Klasse erforderlich, gestaffelt nach der Entfernung. Zwischen Berlin und Hannover waren bspw. fünf Reichsmark zu zahlen, für die Gesamtstrecke bis Hoek waren 12,50 RM fällig.